# جک لایر
جک لایر (انگلیسی: Jack Laugher؛ زادهٔ ۳۰ ژانویهٔ ۱۹۹۵) یک شیرجه‌رو اهل بریتانیا است. وی در مسابقات کشوری و بین‌المللی در مجموع برندهٔ ۴ مدال طلا، ۳ مدال نقره، ۲ مدال برنز شده‌است.